# Телин (уезд)
УТели́н (кит. упр. 铁岭, пиньинь Tiělǐng) — уезд городского округа Телин провинции Ляонин (КНР).

## История
С древних времён в этих местах размещался Телинский караул. В 1664 году он был преобразован в уезд Телин. В 1979 году урбанизированная часть уезда была выделена в отдельный город Телин (в 1984 году преобразованный в район Иньчжоу), а сельская местность осталась под управлением уездных властей.

## Административное деление
Уезд Телин делится на 12 посёлков, 1 волость и 1 национальную волость (Байцичжай-Маньчжурская национальная волость).

## Соседние административные единицы
Уезд Телин охватывает район Иньчжоу, на севере граничит с городским уездом Кайюань, на западе — с городским уездом Дяобиншань, на западе и юге — с территорией города субпровинциального значения Шэньян, на юго-востоке — с городским округом Фушунь.